# Arco de Tiberio
Los arcos de Tiberio (en latín: Arcus Tiberii) son dos arcos de triunfo erigidos en honor del emperador Tiberio, uno en el Foro Romano y el otro en el Campo de Marte.

## Primer arco

### Historia
El primero fue erigido en el año 16 en el Foro Romano para conmemorar la recuperación de las águilas perdidas por Varo en el año 9 ante las tribus germánicas en la batalla de Teutoburgo·. El general romano Germánico había recuperado los estandartes en el año 15 o 16.
Fue dedicado al emperador Tiberio porque en el período imperial solo el emperador podía celebrar un triunfo, de manera que la victoria de Germánico fue celebrada como un triunfo de Tiberio.

### Ubicación
El arco se encontraba sobre el Vicus Iugarius, en el ángulo noroeste de la basílica Julia, entre esta y el templo de Saturno, con lo que desembocaría en el lado sudoeste de la explanada del Foro, en un lugar donde el camino se hace más estrecho. Se encuentra representado sobre los relieves del arco de Constantino. Construido sobre un nivel superior al resto del lugar, tenía que accederse por varios pasos. Sus cimientos, descubiertos en 1900, medían 9 metros de largo por 6,3 metros de profundidad. Solo se encontraron fragmentos de la inscripción dedicatoria entre 1835 y 1848

### Descripción
Se sabe muy poco sobre este monumento. Se le menciona en fuentes literarias, y a partir de un relieve en el arco de Constantino. Parece haber sido un arco simple, como el posterior arco de Tito, flanqueado por dos columnas de orden corintio. Se han encontrado los fundamentos del arco en el Foro, pero nada es visible.

## Segundo arco
El segundo arco, en mármol, mencionado solamente por Suetonio, se construyó sobre el Campo de Marte, cerca del teatro de Pompeyo, por Claudio en honor de Tiberio.